# 鏡を見るヴィーナス (ティツィアーノ)
『鏡を見るヴィーナス』（かがみをみるヴィーナス、伊: Venere allo specchio, 英: Venus with a Mirror）は、イタリア、ルネサンス期のヴェネツィア派の巨匠ティツィアーノ・ヴェチェッリオが1555年頃に制作した絵画である。油彩。鏡を見つめる愛と美の女神ヴィーナスを描いた作品で、当時から非常に人気があり、ティツィアーノと工房によって少なくとも30のヴァリアントが制作されただけでなく、バロック期のピーテル・パウル・ルーベンスやディエゴ・ベラスケスをはじめとする後代の画家に大きな影響を与えた。本作品は同主題の現存する最も初期の作例の1つであるとともに最も品質に優れた作品で、ティツィアーノはこれを生涯手放すことはなかった。現在はワシントンD.C.のナショナル・ギャラリーに所蔵されている。

## 作品
ティツィアーノは鏡に映された自分の姿を見つめるヴィーナスを描いている。女神は高価な毛皮で裏打ちされた赤いベルベットで下半身を覆い、ティアドロップの耳飾りと、金のブレスレット、指輪といった宝飾品を身に着けている。おそらく女神は恋人の到着を待っており、相手を迎えるための準備をしている。ヴィーナスはルネッサンス期に賞賛された女性美の規範を反映している。ふくよかな身体つきのヴィーナスは金髪とアーチ型の眉、色白の肌を持ち、その頬は紅潮している。紅潮した頬や肌は体温が感じられるようであり、肌、宝飾品、毛皮は絶妙な質感で描かれている。絵画の興味深い点の1つは、鏡に映った女神の瞳が実際の女神の姿に対応しておらず、鑑賞者の側を見つめているように見えることである。その瞳が見つめる相手はおそらく女神の恋人と思われるが、あるいはティツィアーノ自身である可能性も指摘されている。自身を女神の恋人役として想定して制作したと仮定するならば、ティツィアーノが作品を生涯持ち続けた理由を説明することができる。2人のキューピッドのうち片方は女神が映るように鏡を持ち、もう一方は花輪で女神の頭を飾るために手を伸ばしている。キューピッドの翼は虹色を帯びている。ヴィーナスのポーズは「恥じらいのヴィーナス」（Venus Pudica）と呼ばれる古代彫刻のポーズに由来すると考えられている。一般的にティツィアーノは1545年から1546年にローマを訪れた際に、メディチ家が所有したヘレニズム時代の複製である『メディチ家のヴィーナス』を見たとされている。ただし、美術史家フランチェスコ・ヴァルカノーヴァ（Francesco Valcanover）はヴェネツィアのグリマーニ・コレクション（Grimani collection）の彫刻ですでに古代彫刻の作例を知っていたと考えている。鏡を持ったキューピッドのポーズはコレッジョの『キューピッドの教育』からコピーしたと指摘されている。
1971年に行われたX線撮影からヴィーナスの構図の下に横になった二重肖像画が存在することが判明した。この科学的調査によってティツィアーノの驚くべき制作過程が明らかになった。ティツィアーノは並んで立っている2人の人物の肖像画を横にしてその上に『鏡を見るヴィーナス』を制作したが、肖像画のうち下になった男性像のジャケットを露出したままにして、その場所にヴィーナスの腰を包む赤いベルベットを作成した。ジョルジョ・タリアフェロ（Giorgio Tagliaferro）は絵画の構図がティツィアーノ自身よりもパリス・ボルドーネの特徴であることに基づいて、ティツィアーノの助手であった若いボルドーネが二重肖像画の制作を始めたと考えた。しかしボルドーネの作例はすべて、ティツィアーノのもとで働いた1520年頃よりもはるかに遅く、師が元助手の未完成の作品をさらに30年間持ち続けたことはほとんど考えられない。より説得力があるのは放棄された二重肖像画をティツィアーノがヴィーナスを描く際に再利用したというファーン・ラスク・シャプレー（Fern Rusk Shapley）の結論である。
右下のキューピッドと縞模様の布は大ざっぱに描かれている。鏡を持つキューピッドの解剖学的構造は明確ではなく、特に左翼は非常に平面的で、生えている位置も右翼とは異なっている。この部分は助手に右側の完成を任せたことも考えられるが、おそらくティツィアーノは右側を未完成のままにしたのであり、助手は絵画を売却するために1560年代あるは画家の死後に不器用なやり方で右側を完成させたと考えられる。この点と関連して、タマラ・フォミチョバ（Tamara Fomichova）は、ヴィーナスに花輪を贈るキューピッドのモチーフは、フィッツウィリアム美術館やメトロポリタン美術館の『リュート奏者のいるヴィーナスとキューピッド』のバージョンなど、1560年代半ばのティツィアーノの作品でのみ見られると指摘している。

## 解釈

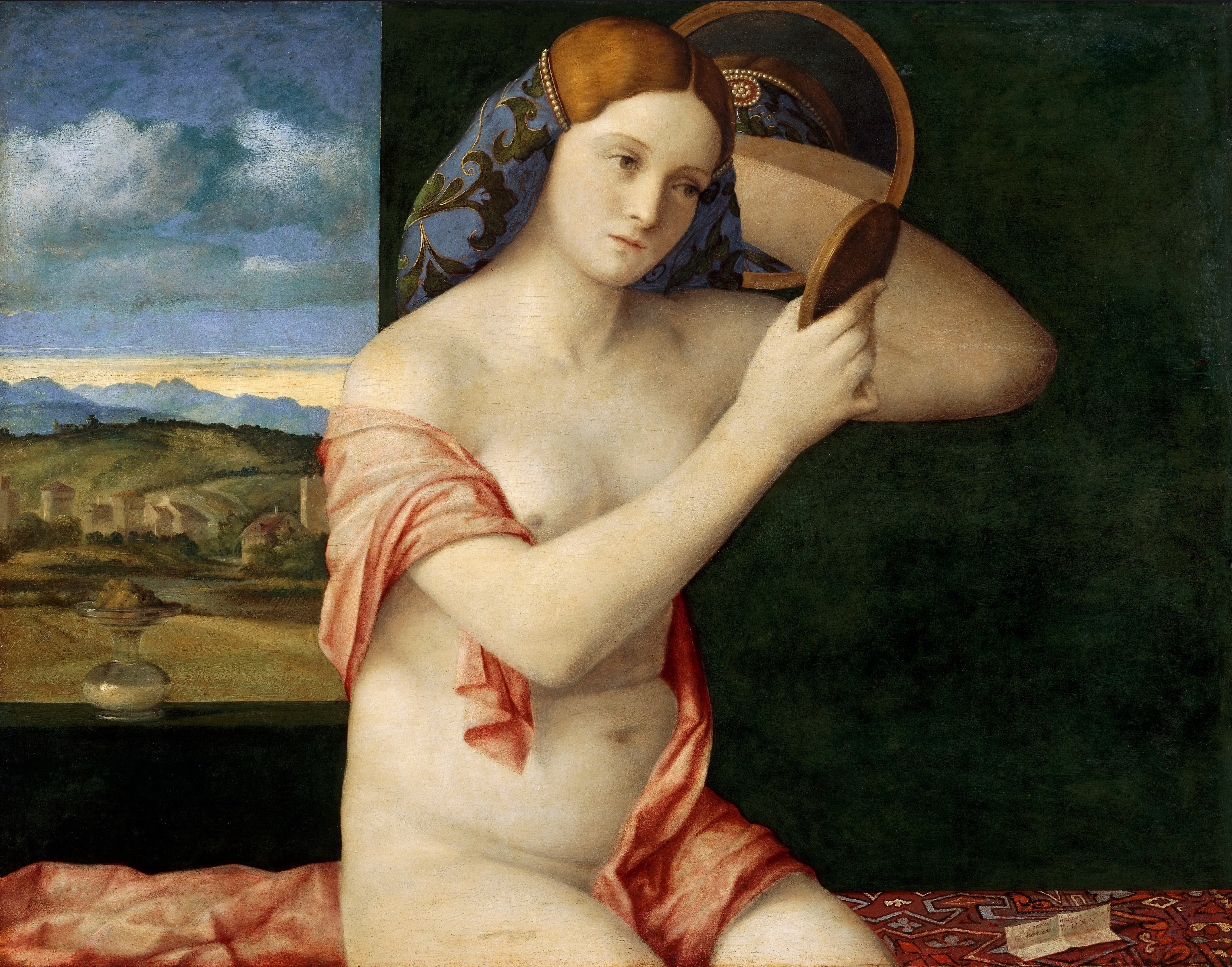
ジョヴァンニ・ベッリーニの『鏡の前の裸の若い女性』。1515年。美術史美術館所蔵。

ティツィアーノの『鏡の前の女』。1512年から1514年頃。ルーヴル美術館所蔵。

古代の著述家ピロストラトスによると、鏡は愛と美の女神アプロディテのアトリビュートである。中世美術では『鏡を見るヴィーナス』の図像は長い歴史があり、女神は女性の虚栄心と贅沢の悪徳を体現するものとして否定的な意味で描かれた。この道徳的な伝統はルネサンス初期の1490年頃のジョヴァンニ・ベッリーニの寓意画でも見ることができる。しかし、1515年のベッリーニの美術史美術館の『鏡の前の裸の若い女性』（Naked Young Woman in Front of a Mirror）はいくつかの点で『鏡を見るヴィーナス』を予期しており、弟子のティツィアーノがその数年前に描いたルーヴル美術館の『鏡の前の女性』（Woman with a Mirror）から受けた反応をすでに明確に示している。ベッリーニの化粧をしている服装の乱れた若い女性は明らかにヴィーナスを描こうとしていないが、ほとんどの研究者はこの絵画と40年後の『鏡を見るヴィーナス』との密接な主題のつながりを見出している。例えばエリーゼ・グッドマン＝スールナー（Elise Goodman-Soellner）は、女性をペトラルカ風の愛の詩によって祝福される女性の理想の具現化と見なし、同様にヴィーナスに選ばれた色彩の調和を、彼らの愛人を称賛する詩人によって喚起されたものに密接かつ意図的に対応している、赤、白、金に集中していることを確認した。女性が高級娼婦を表しているというキャシー・サントーレ（Cathy Santore）は『鏡を見るヴィーナス』も同様にヴィーナスを装った高級娼婦の肖像であることを示唆した。サントーレによるとどちらの場合も鏡は多淫の象徴としての中世の重要性を保っている。
美術史家ローナ・ゴッフェン（Rona Goffen）によれば、ルーヴル美術館の『鏡を見る女性』の主題は、男女関係における官能的な力のバランスに関係している。一方『鏡を見るヴィーナス』では恋人は画面に描かれていないが、ヴィーナスが身体を覆う赤いベルベットは恋人の代理として描かれた男もののコートであるという。いずれにせよ、鏡を見つめるヴィーナスの図像と鑑賞者との視線の交錯は、女神が恋人の到来を認識していて、迎える準備をしていると示唆することによって、絵画に備わっている官能的な魅力をより高めている。ヤン・ビアウォストツキ、ヴァルカノーヴァ、ペトラ・シェーパーズ（Petra Schäpers）、ゴッフェンは、2つの絵画の解釈および他の多くの16世紀のヴェネツィア派による鏡の使用について、絵画と彫刻のいずれが優れているかという有名なパラゴーネの討論との関連性についても言及している。すなわち彫刻と異なり、絵画は通常1つの角度から描くことしかできないが、鏡の使用により複数の角度から人物を描くことができることをこの絵画は実証している。

## 制作年代
『鏡を見るヴィーナス』は様式的な理由から1550年代半ばに位置づけられている。ステファン・ポグレイエン＝ノイウォール（Stephan Poglayen-Neuwall）が最初に指摘したように、本作品は1550年代にティツィアーノがスペイン国王フェリペ2世のために制作した連作《ポエジア》と密接な類似点を示している。これらの作品でティツィアーノの絵具の取り扱いは以前よりもはるかに緩くなっているが、宝石などの細部は比較的正確なままである。そしていくつかの部分では、筆致はベルベット、毛皮、金属、そして特に肌の特定の質感を呼び起こしている。これに対してボルゲーゼ美術館の『キューピッドに目隠しをするヴィーナス』などの1560年代半ばから後半の作品では質感がより一般化され、筆致は乱れ、局所的な色の領域はさらに減少している。
現在知られている多くのヴァリアントのうち、本作品はこれらの一連の作品群の最初のものと見なされているが、これ以前にスペイン王室のために制作された失われたバージョンがあり、マドリードのティッセン＝ボルネミッサ美術館に所蔵されているルーベンスの複製によって現在もその作例がどのようなものであったか知られている。この作品は1552年から1553年に最初に記録されているが、1545年に神聖ローマ皇帝カール5世のためにティツィアーノによって描かれたヴィーナスと同一の可能性があると主張されている。本作品がルーベンスが記録した絵画よりも遅く制作されたと推測するための重要な証拠は、X線撮影と赤外線リフレクトグラフィーによる科学的調査から明らかである。

## 複製のバージョン

ティツィアーノの工房作 1560年頃 マルメゾン城のジョゼフィーヌ・ド・ボアルネのコレクションに由来 エルミタージュ美術館所蔵
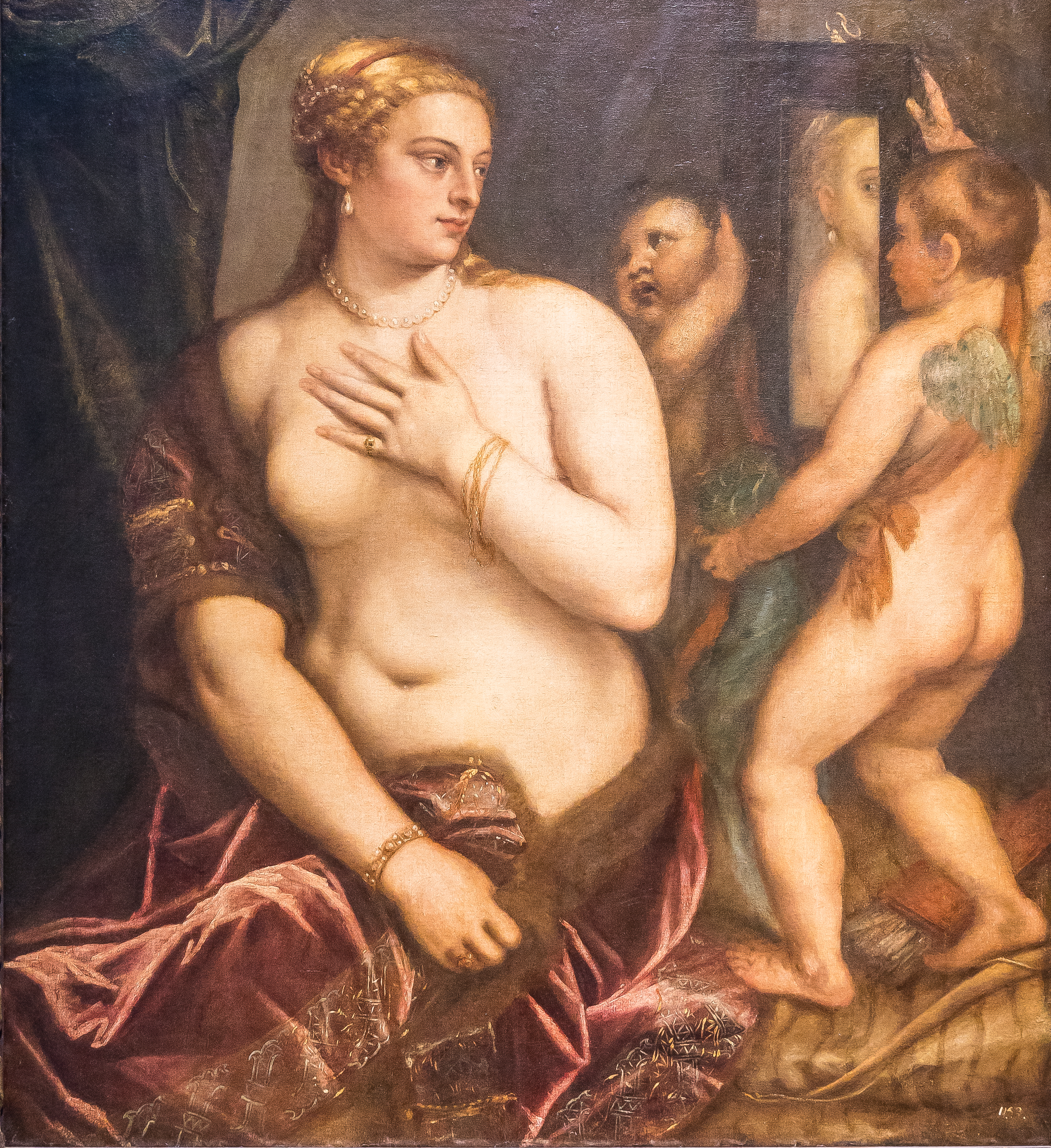
ティツィアーノの工房作 1555年-1560年頃 ヴァルラフ・リヒャルツ美術館のバージョン
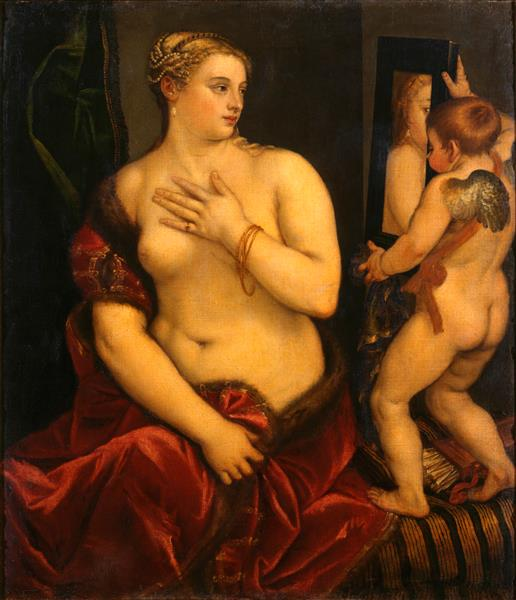
ティツィアーノの工房作『ヴィーナス』1576年以前 アルテ・マイスター絵画館所蔵
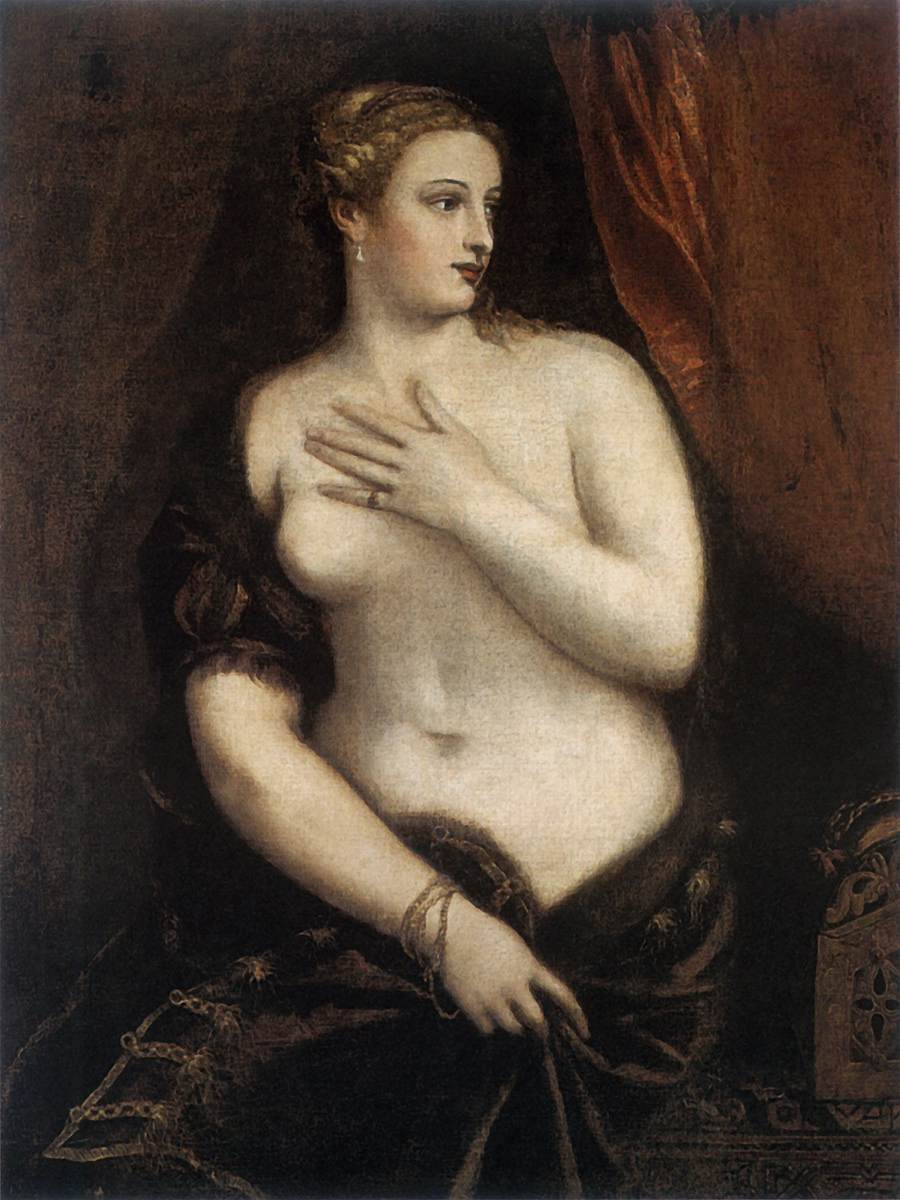
キューピッドと鏡のないバージョン 1550年頃 カ・ドーロ所蔵
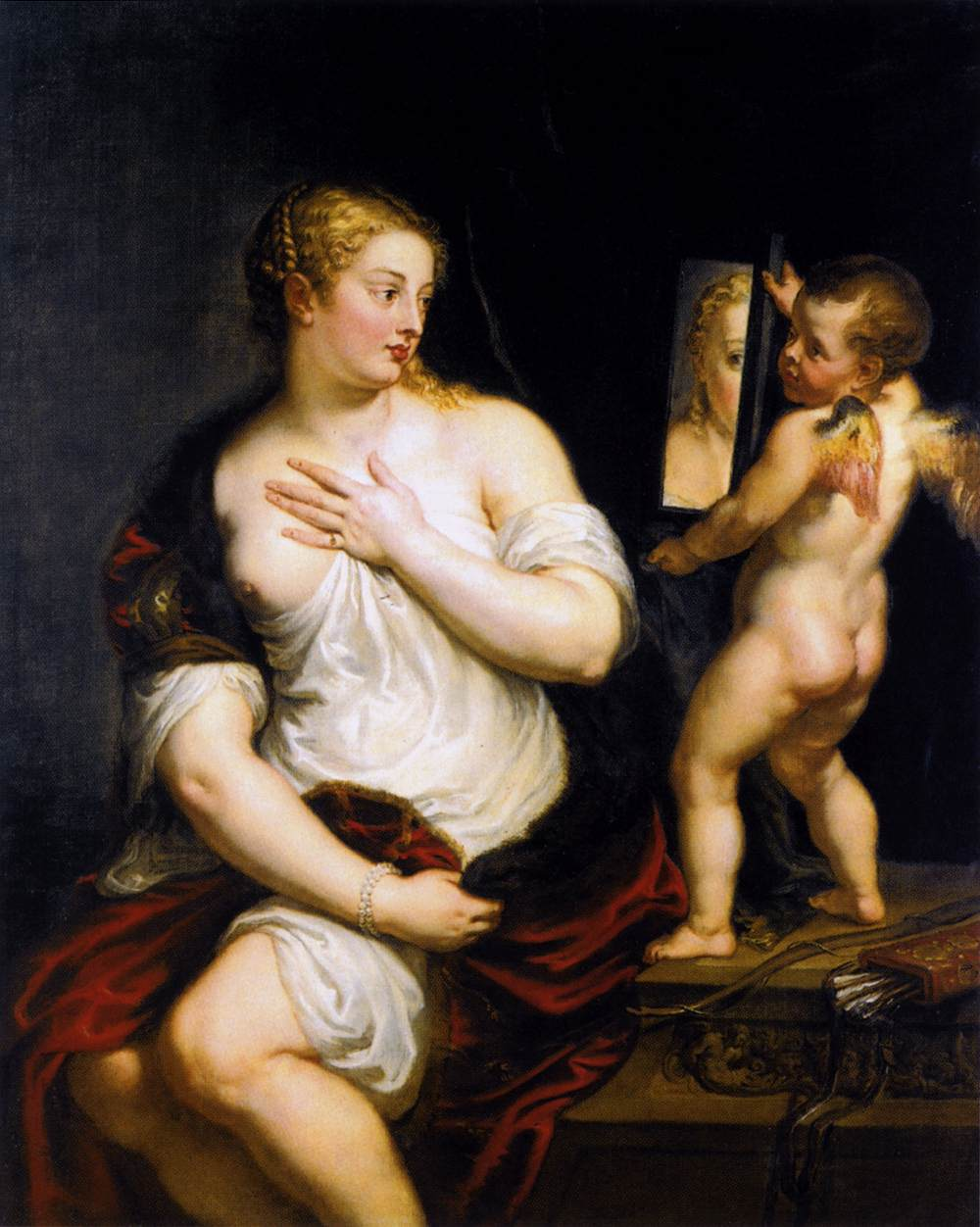
ピーテル・パウル・ルーベンスによる複製『ヴィーナスとキューピッド』1608年頃 ティッセン＝ボルネミッサ美術館所蔵
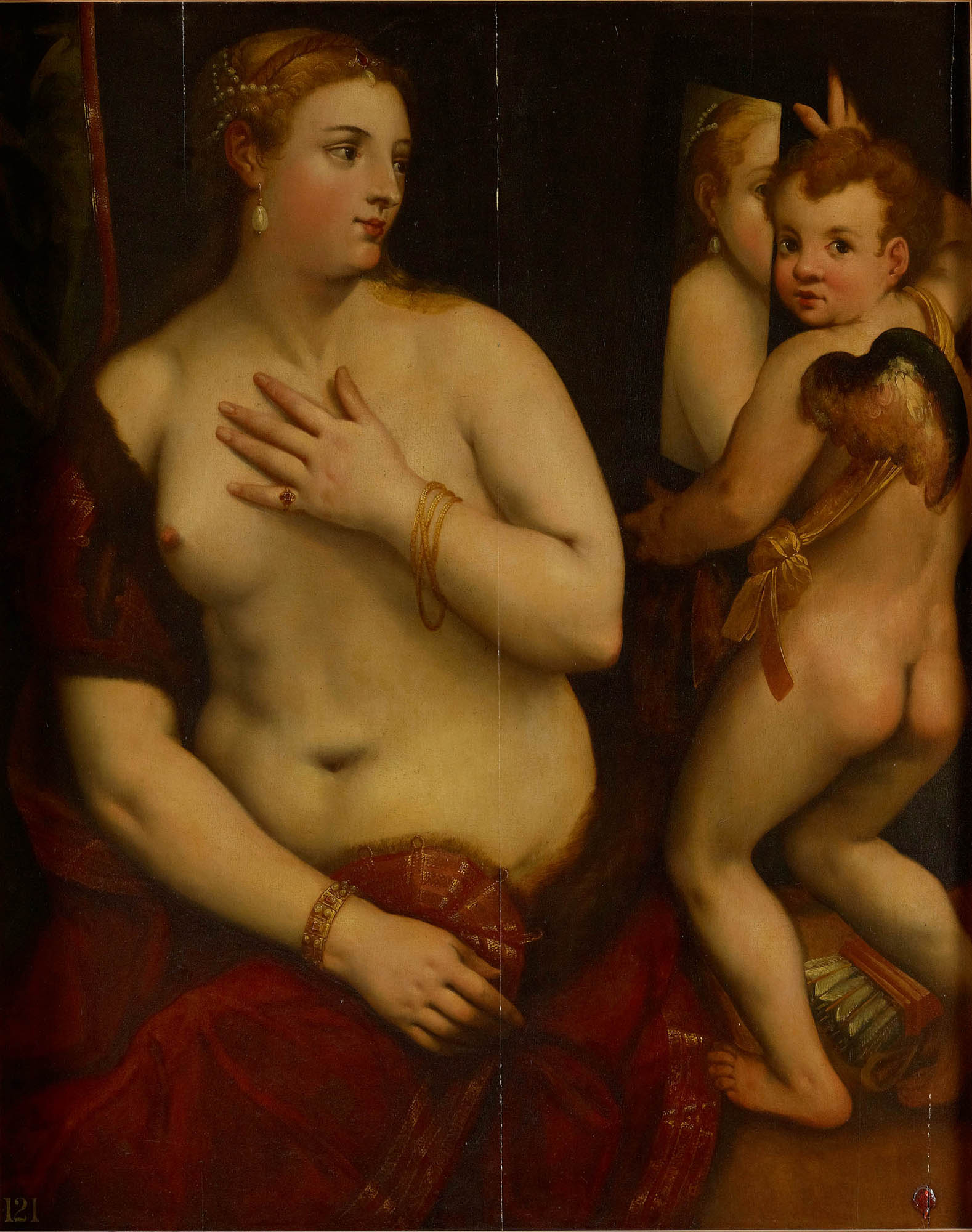
ティツィアーノに基づく 1720年頃 ロイヤル・コレクション所蔵
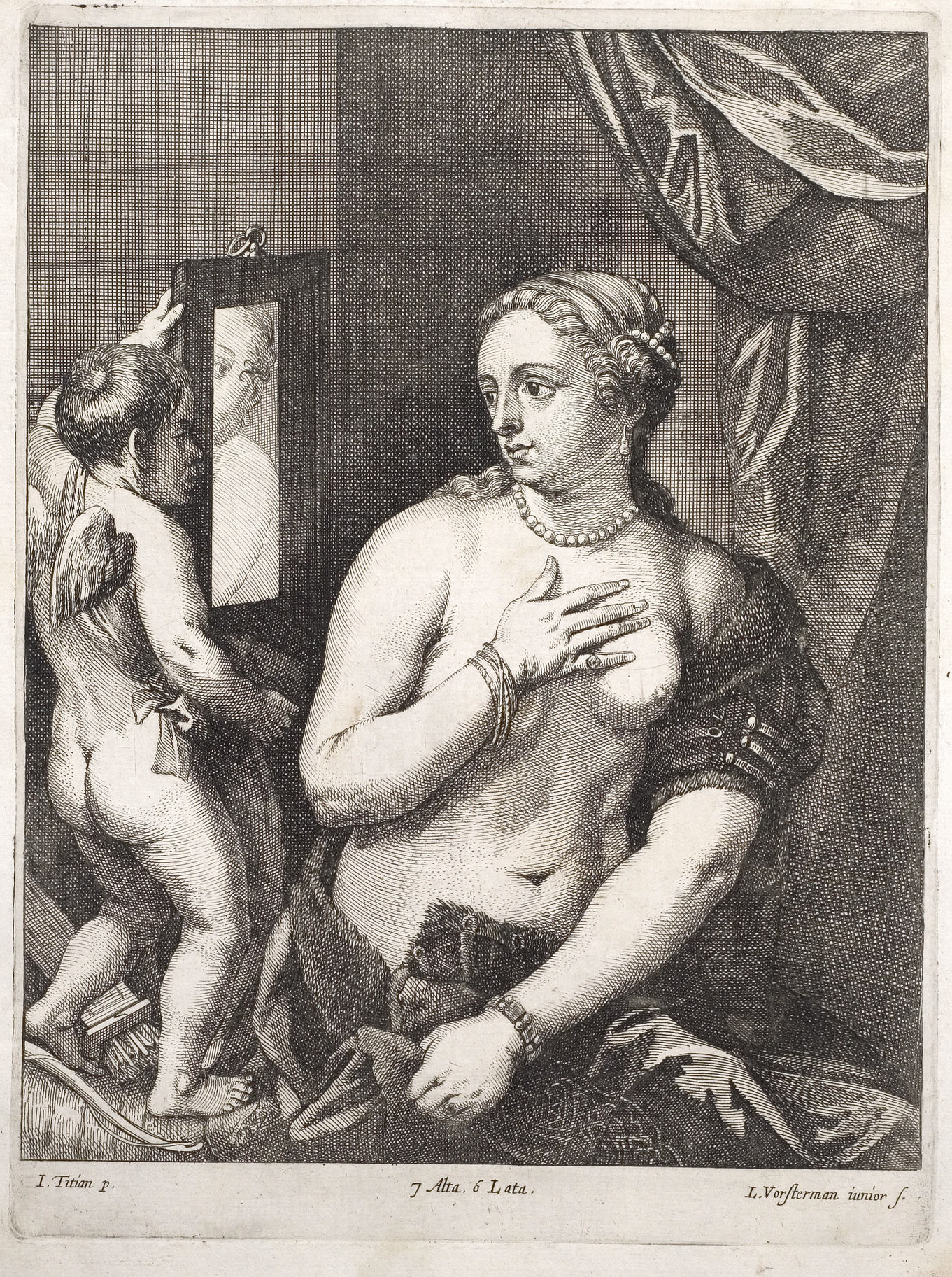
ルーカス・フォルステルマン2世（英語版）による『テアトルム・ピクトリウム（英語版）』のためのエングレーヴィング 1660年

## 来歴
ティツィアーノは本作品を描いてから死ぬまでの20年以上もの間、手放すことなく所有し続けた。ティツィアーノが絵画を所持し続けた理由は定かではないが、おそらくより適切な顧客に売却する意図で描いたか、あるいは自宅に保管することで訪問者に対して同様の絵画を注文するよう促すある種の商品サンプルとして用いたり、工房による複製の原画として使用するなどの利点があったと考えられている。ヴォルフガング・ブラウンフェルスが指摘したように、『鏡を見るヴィーナス』と同様に画家が最後まで所有したエルミタージュ美術館の『悔悛するマグダラのマリア』（Maddalena penitente）はティツィアーノの最も人気があり、頻繁に複製された作品の1つであった。
絵画の最初の記録はヴェネツィアの貴族クリストフォロ・バルバリゴ（Cristoforo Barbarigo）によって記録された1600年にさかのぼる。バルバリゴは画家の死去から5年後の1581年に、息子ポンポニオ・ヴェチェッリオ（Pomponio Vecellio）からヴェネツィアのビリ・グランデ（Biri Grande）にあるティツィアーノの家を購入したことが知られており、バルバリゴは家に残されていたティツィアーノの絵画群を同時に入手したと考えられている。美術史家チャールズ・ホープは仮定に過ぎないと警告したが、バルバリゴが現在サンクトペテルブルクのエルミタージュ美術館に所蔵されている他の3枚の絵画『悔悛するマグダラのマリア』、『サルバトール・ムンディ』 (Salvator Mundi)、『十字架を運ぶキリスト』（Cristo portacroce Titian）とともにポンポニオから『鏡を見るヴィーナス』を取得した可能性が高いことを認めている。これらの絵画は1850年にバルバリゴ・コレクション全体がロシア皇帝ニコライ1世によって購入されたことでロシアに渡り、エルミタージュ美術館に収蔵された。
1931年、ソビエト連邦の国民経済発展のための5カ年計画の最初の外貨を稼ぐために、ヨシフ・スターリンは密かに他の多くの傑作とともに『鏡を見るヴィーナス』を美術商のシンジケートに売却した。ベルリンのマシューセン画廊（Matthiesen Gallery）、ロンドンのコルナギ、ニューヨークのノードラー商会を経由して1931年4月にこれらの絵画を購入したのは当時のアメリカ合衆国の財務長官であり美術コレクターのアンドリュー・メロンであった。メロンはアメリカ合衆国に国立美術館を設立したいと考えており、同年6月5日にピッツバーグのアンドリュー・メロン教育慈善信託（The A.W. Mellon Educational and Charitable Trust）に絵画を譲渡し、1937年に国家に寄贈した。

## 影響
多くの学者は『鏡を見るヴィーナス』と多くのヴァリアントが後続の画家に与えた影響について言及している。特に影響力があったのはスペイン王室コレクションの失われたバージョンで、ファドゥーツのリヒテンシュタイン国立博物館に所蔵されているルーベンスの『鏡を見るヴィーナス』（Venus in Front of the Mirror）とディエゴ・ベラスケスの『鏡のヴィーナス』（Venus at her Mirror）に不可欠な出発点を提供した。

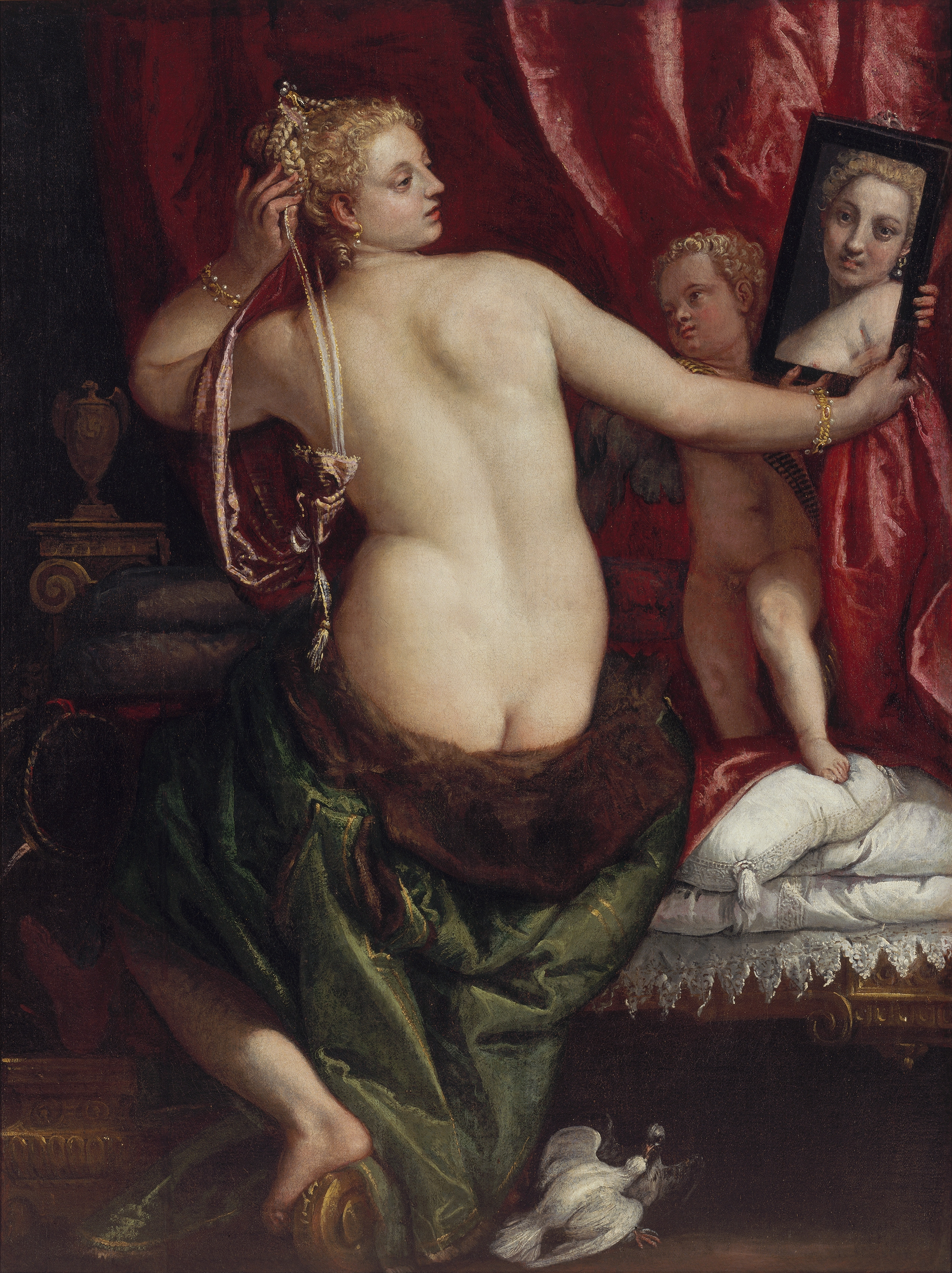
パオロ・ヴェロネーゼ『鏡を見るヴィーナス』1580年半ば頃 ジョスリン美術館所蔵
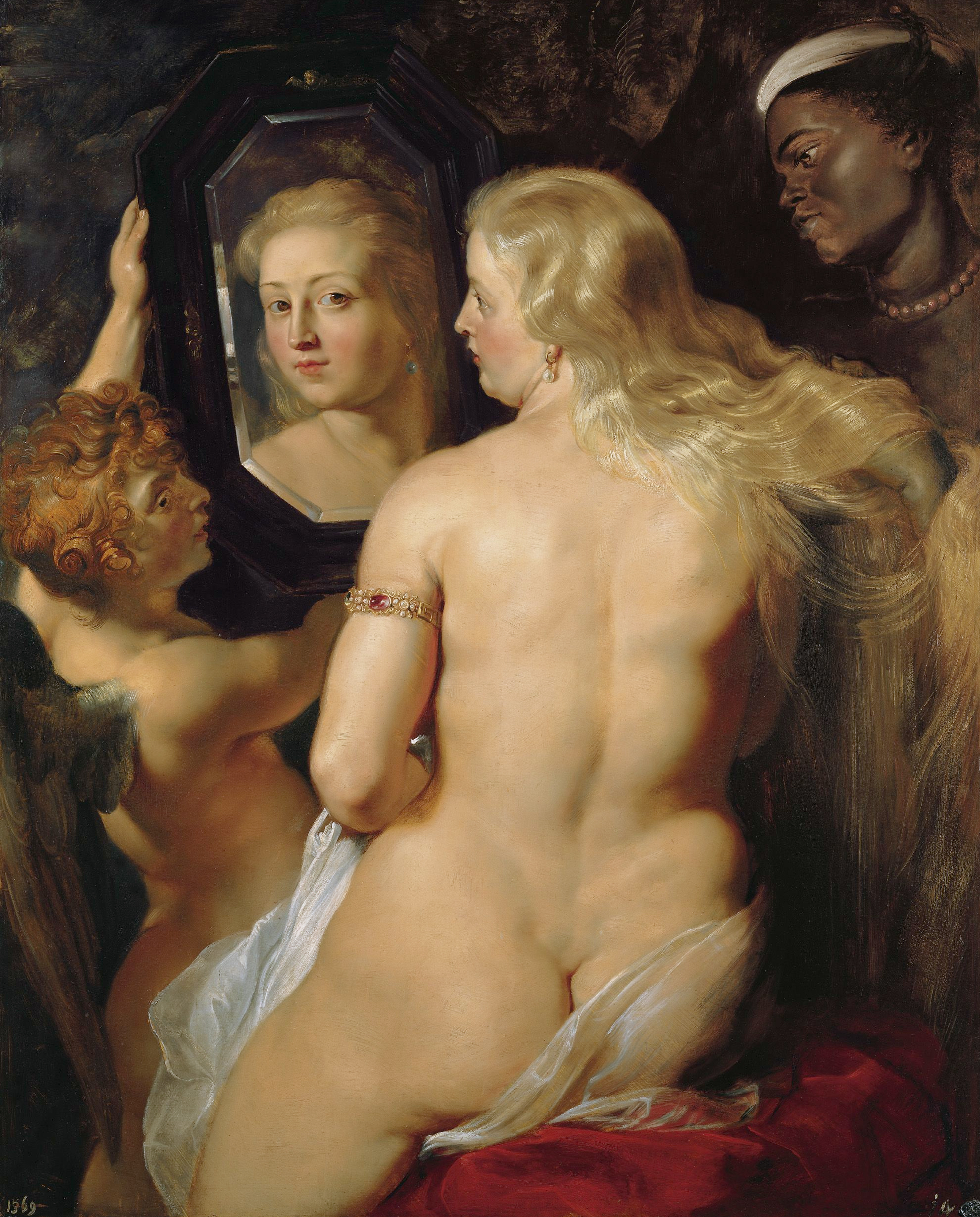
ピーテル・パウル・ルーベンス『鏡を見るヴィーナス』1613年-1614年 リヒテンシュタイン国立博物館（ドイツ語版）所蔵
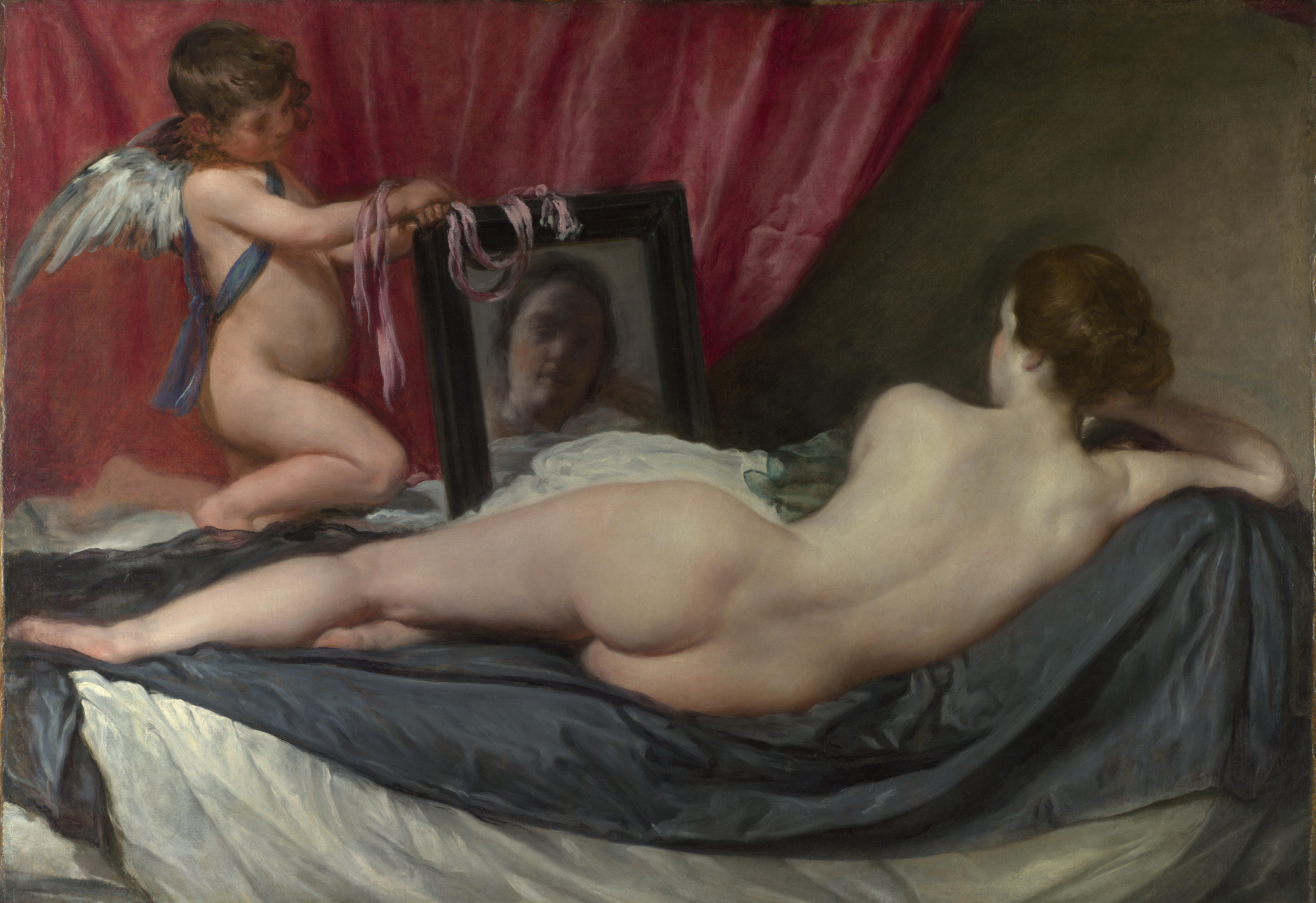
ディエゴ・ベラスケス『鏡のヴィーナス』1647年-1651年 ナショナル・ギャラリー所蔵